# A5 (motorväg, Marocko)
A5 är en motorväg i Marocko som går mellan hamnen Tanger Med i norr och Rabat i söder. Motorvägen är en del av Europa-Afrika-motorvägen som planeras gå mellan Tanger och Nouakchott i Mauretanien. Motorvägen sträcker sig över 262 kilometer.

## Sträckning
Sträckan Rabat–Kénitra norr invigdes 1995, sträckan Kénitra–Larache 1996, Larache–Sidi Lyamani 2001, till Assilah 2003 och fram till Tanger 2005. 2007 stod motorvägen till den nybyggda djuphavshamnen vid Oued Rmel färdig. Ringleden runt Rabat ingår i motorvägen sedan 2016.
Mellan Rabat och Kénitra går motorvägen längre inåt land än den gamla landsvägen, medan den mellan Kénitra och Larache på vissa sektioner går så nära havet att man snuddar vid strändernas sanddyner. Efter Larache tangerar motorvägen den gamla landsvägen fram till Assilah. 28 km norr om Larache ligger Sidi El Yamani där trafik mot Tétouan och Ceuta leds av. Norr om Assilah passerar motorvägen genom Tahaddart-reservatet där extra hänsyn har tagits till de arter som lever där. Bland annat har Marockos längsta viadukt (1370 m) byggts för detta ändamål. Trafiken mellan motorvägen (vid Tangers flygplats) och centrala Tanger färdas cirka 10 km på en fyrfältsväg med mittbarriär.
Strax söder om trafikplatsen Kénitra centrum finns en betalstation för samtliga passerande. Norr om trafikplatsen Kénitra norra finns en barriär där den som åker norrut tar en biljett, medan den som kör söderut betalar, enligt samma betalsystem som används på bland annat Spaniens och Frankrikes motorvägar.

## Trafikplatser
|  | Nr | Namn | Skyltning            |
|  | -- | ---- | -------------------- |
|  |    |      | Ksar Sghir           |
|  |    |      | Melloussa            |
|  |    |      | Tanger östra         |
|  |    |      | Ain Dalia            |
|  |    |      | Tanger västra        |
|  |    |      | Assilah              |
|  |    |      | Sidi Lyamani         |
|  |    |      | Larache              |
|  |    |      | Moulay Bousselham    |
|  |    |      | Sidi Allal Tazi      |
|  |    |      | Kénitra norra        |
|  |    |      | El Massira           |
|  |    |      | Kénitra centrum      |
|  |    |      | Sidi Bouknadel       |
|  |    |      | A2 Rabat, Fès        |
|  |    |      | Technopolis          |
|  |    |      | Sala El Jadida       |
|  |    |      | Oum Azza             |
|  |    |      | El Menzeh            |
|  |    |      | Tamesna              |
|  |    |      | A1 Rabat, Casablanca |